# Vattenskoter

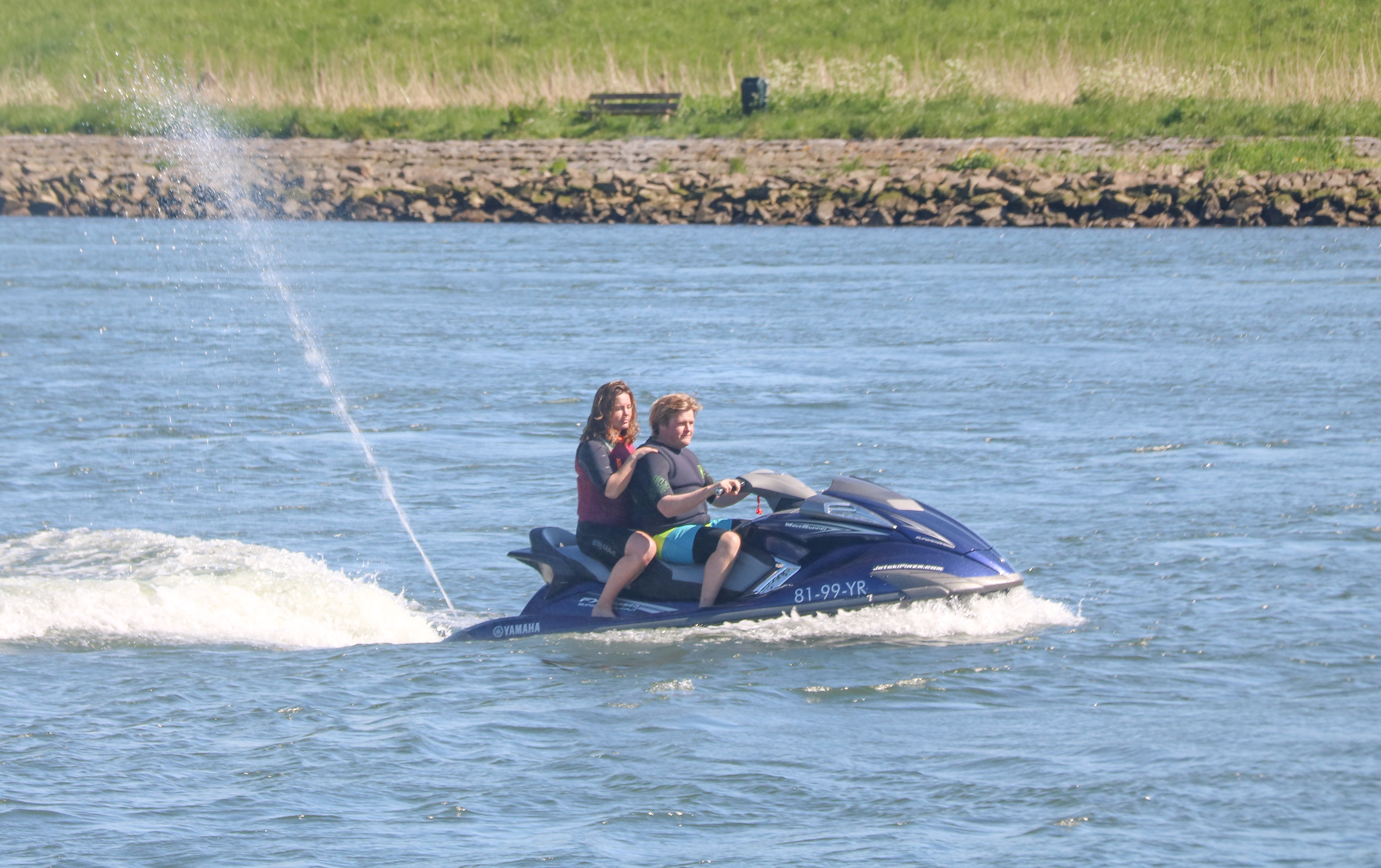
Utfärd med vattenskoter.

Vattenskoter är en typ av liten motorbåt driven av vattenjet-aggregat. Den har utformats för att framföras med en eller flera personer som sitter, står eller står på knä på farkosten, snarare än befinner sig i den som i vanliga båtar. Den svenska definitionen på vattenskoter förutsätter förbränningsmotor och en längd under fyra meter.
I de flesta länder jämställs vattenskotrar med båt. I Tyskland, Danmark, Storbritannien och Sverige har vattenskoter en egen status. I USA och Kanada gäller normalt samma bestämmelser och åldersgränser som för andra båtar. I Sverige är användning av vattenskotrar formellt förbjuden utanför farled, utom på anvisade områden. De svenska reglernas giltighet har dock ifrågasatts och efterlevs för närvarande inte.

## Sitt- och ståmaskin
Det finns två huvudtyper av vattenskotrar. De skiljer sig väsentligt i sina egenskaper:
- Den vanligaste typen är den som även kan kallas sittmaskin. Den har utformats för att bära en eller flera personer som sitter på båten snarare än inuti den som i en konventionell båt. En sådan vattenskoter flyter relativt stabilt men stänk och risken att ramla i vattnet gör det lämpligt att ha våtdräkt eller annat skydd. Kraftig flytväst anses nödvändig – även att föraren är kopplad till en säkerhetsströmbrytare. Räckvidden på en modern sådan skoter är från 60 till över 100 nautiska mil och den kan även medföra bagage.[1]
- Den andra typen är avsedd att köras av en person stående och har ett så kallat instabilt skrov som sjunker under ytan när inte motorn driver. De kallas ofta ståmaskin. Det tävlas med sådana internationellt i rundbana och i "uppvisningskörning". Den benämns mer sällan som vattenskoter i Sverige och försäljningen är blygsam. Den lämpar sig ej heller för längre turer.[1]

## Användningsområden
Förutom privat bruk för transport och utflykter använder polisen och kustbevakningen vattenskotrar för övervakning. Vattenskotrar används även av instruktörer och funktionärer samt vid wakeboard och surfingverksamhet.

## Rescuerunner
’’Huvudartikel: Rescuerunner’’

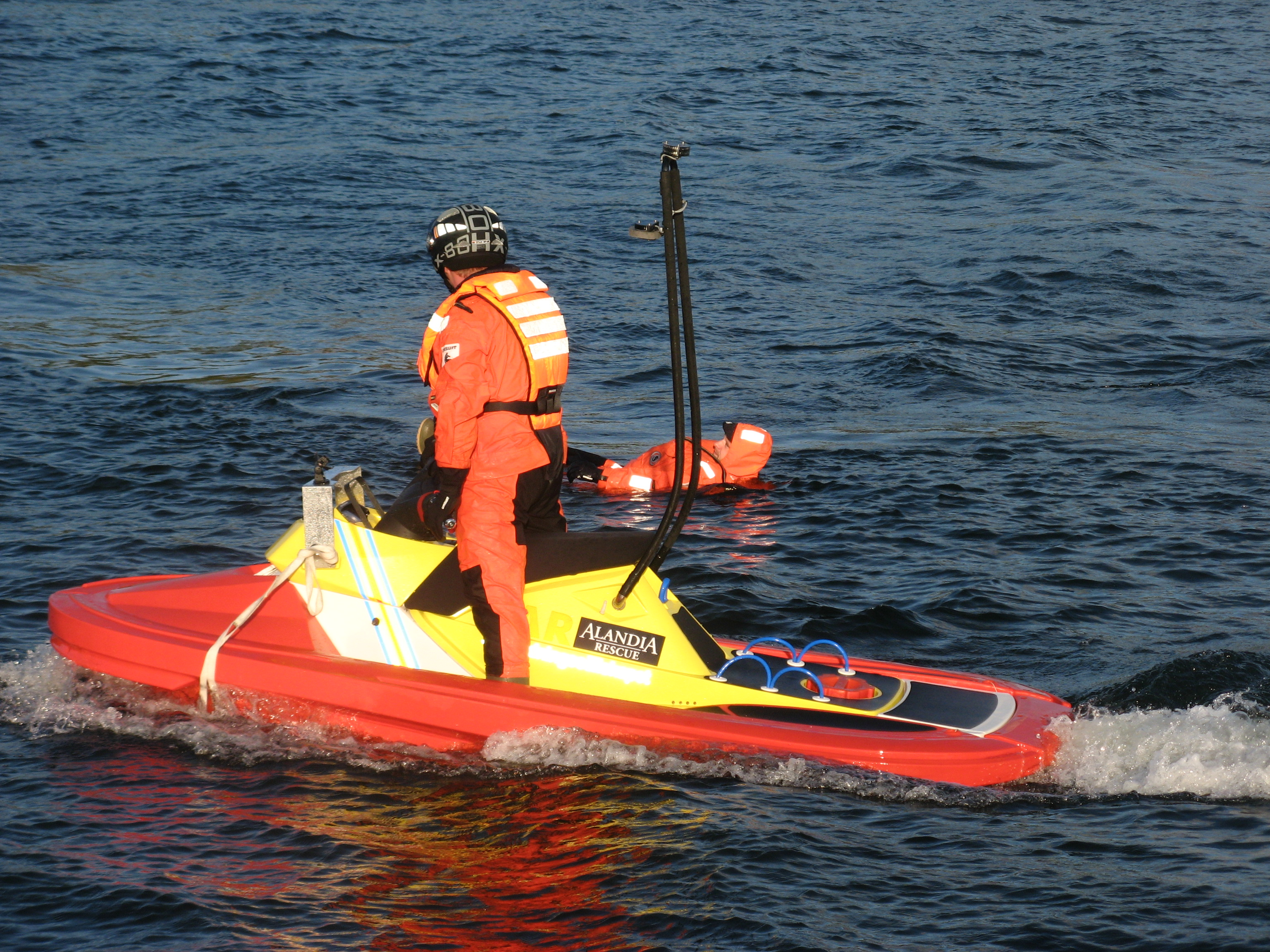
Vattenskoter med räddningsplattform.

Sjöräddningssällskapet har tagit fram en något modifierad vattenskoter för sjöräddning med bland annat en kortare sadel och större akterdäck. Man kan då utan risk för personskador backa mot en nödställd och sedan dra upp denne på akterplattformen. Den fungerar väl i grunda vatten och där stora räddningsfartyg har svårt att operera, även i hög och besvärlig sjö där det kan vara farligt med ett större skrov och en exponerad propeller. De första serietillverkade rescuerunner kom i drift i mitten av 00-talet och är baserade på Yamahas Waverunner, och det finns cirka 74 i drift vid SSRS räddningsstationer. Även Sea-Doo har tagit fram en s.k. SAR-version där man använder en separat släde att dra upp nödställda på.

## Regelverk i Sverige
Reglerna om att köra vattenskoter finns i förordning (1993:1053) om användning av vattenskoter. I förordningen anges att vattenskoterkörning endast är tillåtet i allmänna farleder och i områden där Länsstyrelsen beslutat om undantag från det generella förbudet. Reglerna trädde i kraft den 1 januari 1994 och begränsade kraftigt användandet av vad som då framförallt kallades Jetski (med s.k. sjunkande skrov). Då förordningen inte var förenlig med EU:s principer skrevs den om 2004. Vattenskotrar får formellt endast framföras i allmän farled och i områden som godkänts av länsstyrelserna. Exempelvis är det i Stockholms län tillåtet att framföra vattenskoter inom 300 meter från allmän farled, men inte inom 100 meter från land. Brott mot reglerna är belagt med böter. I en dom från juni 2009 konstaterade EG-domstolen att den svenska vattenskoterlagen inte utgör något handelshinder så länge områden för vattenskoteråkning avsatts. Efter EG-domstolens dom den 4 juni 2009 gick frågan åter upp i Luleå tingsrätt som sedan tidigare haft hand om ett mål där två personer åtalats för framförande av skoter på otillåten plats. Åtalen ogillades endast med hänvisning till att Norrbottens län vid den aktuella tidpunkten ännu inte avsatt några områden för vattenskoteråkning. Därmed uteblev det prejudikat som polis och kustbevakning efterlyst. Hugo Tiberg, professor emeritus i sjörätt, anser att den begränsande lagen är ogiltig oavsett om områden är avsatta eller ej. Tiberg stödjer uppfattningen att så kallade sittmaskiner fullt ut skall jämställas med övriga båtar, men att ett regelverk behövs för maskiner med sjunkande skrov (s.k. ståmaskiner).
Den 25 mars 2011 bekräftade Kustbevakningen på sin webbplats det osäkra rättsläget runt vattenskotrar och att man från 2011 (som säsongen 2010) och tills vidare inte kommer att rapportera någon användning av dessa överhuvudtaget. Däremot att man kan rapporteras i enlighet med den praxis som gäller för övrig sjötrafik.
Ny förordning är beslutad att gälla från 1 juni 2022 vilken innebär att man måste ha förarbevis för att få framföra vattenskoter.

## Teknik och utveckling

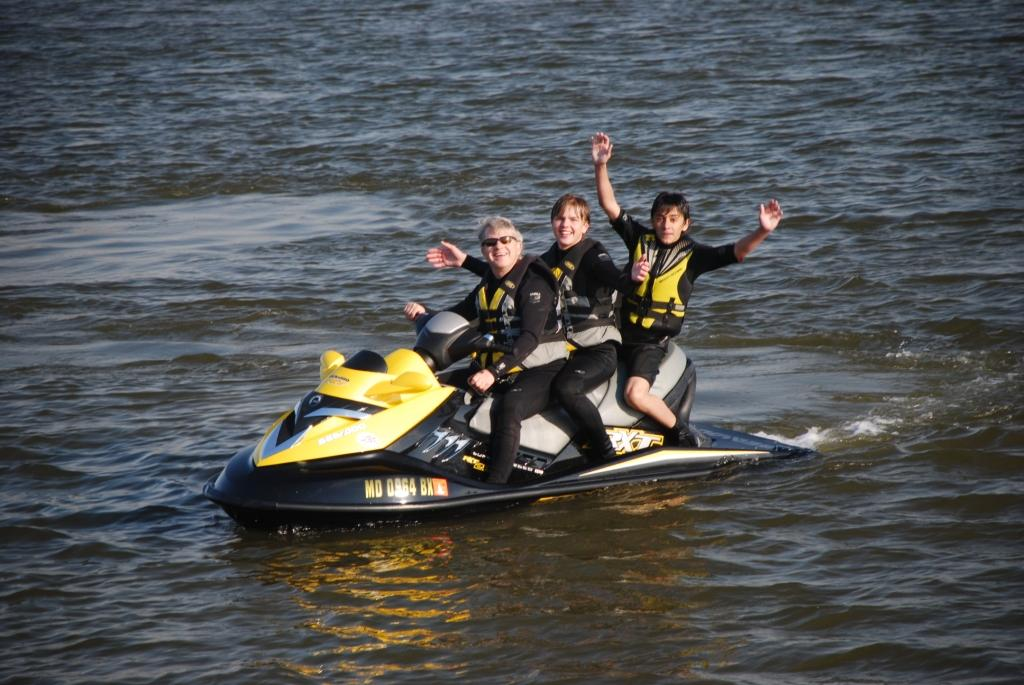
Stor vattenskoter med tre personer.

Motorn på en vattenskoter är placerad inuti skrovet och driver båten via vattenjet. Under skrovet finns ett större gallerskyddat vattenintag. En så kallad impeller (typ av pump) suger upp vatten som sedan med högt tryck pressas genom en avsmalnande tunnel ut i ett rörligt munstycke i aktern. Det ger en kraftig och drivande vattenstråle (jämför med en jetmotor på flygplan). Det kraftiga suget bidrar till god stabilitet. Vattenskoterns styrs genom att strålen vrids. Denna drivmetod kan inte skära sönder kroppen på samma sätt som en oskyddad propeller. Däremot kan vattenstrålen genom högt tryck teoretiskt förorsaka skador om den träffar kroppsöppningar.
De största tillverkarna är Yamaha, Kawasaki och BRP Bombardier Recreational Products med varumärket Sea-Doo, tidigare även Honda samt Polaris. Vattenskoterutvecklingen har efter stagnation på 1990-talet varit snabb. I slutet av 1990-talet var de allra flesta en eller tvåsitsmaskiner utrustade med tvåtaktsmotorer på runt 900 cm³ upp till cirka 100 hk. Nu finns vattenskotrar med mer än 2000 cm³ slagvolym och över 300 hk. Dessa har fyrtaktsmotorer och fyller trots hög effekt relativt stränga avgasnormer.  Man har dessutom fått ner ljudnivån kraftigt jämfört med tidigare generationer. Skotrarna är också något större, klart stabilare även stillaliggande och ofta avsedda för tre personer samt lite bagage. Mer påkostade modeller erbjuder komfortfjädring samt aktiv fartreducering genom att med ett enkelt "bromshandtag" momentant styra om den drivande vattenstrålen.

## Tävlingar

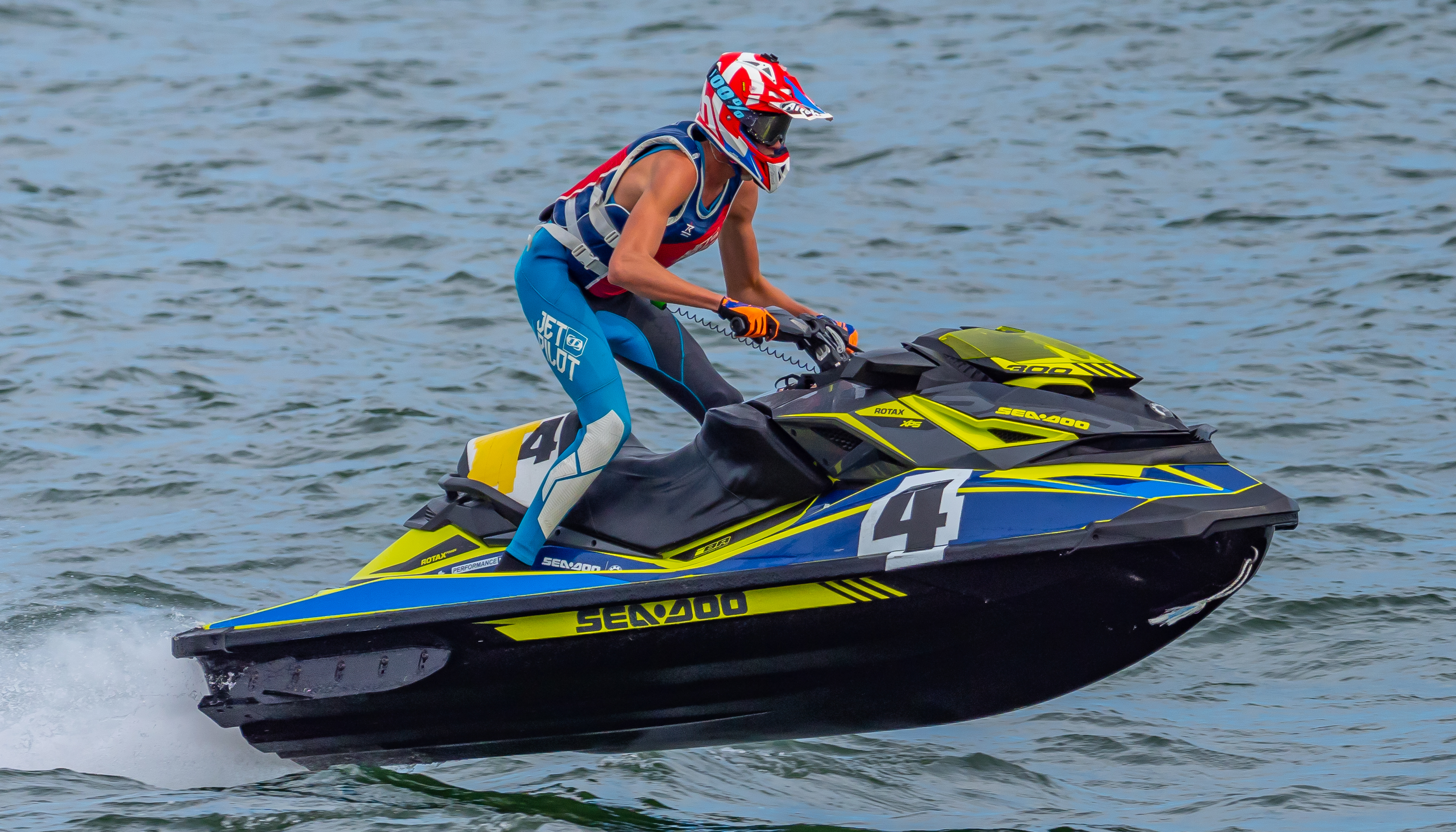
Vattenskoter under tävling, 2019

Som med de flesta båttyper tävlas det även med vattenskoter. På 1970-talet kördes de första tävlingarna och sporten har sedan spridits vidare. Det finns två olika typer av tävlingar. Offshore är distanslopp där viss navigering kan ingå, ibland är start och målgång på olika platser. Dessa körs uteslutande med sittmaskiner. Motocross på vattnet är en bra beskrivning av den andra tävlingsformen, ibland kallad closed course. Både sitt- och ståmaskiner tävlar här på en bana vars storlek är som 2–10 fotbollsplaner och innehåller uppemot 50 bojar för höger resp vänstersvängar. Upp till 20 förare startar samtidigt från startlinjen vid strandkanten och heaten är cirka 10 minuter långa. Indelning görs i flera klasser beroende på ålder och trimningsgrad på maskinerna. Svenska förare har skördat framgångar med flera VM-tecken från slutet av 1980-talet. Tävlingar organiseras av Svenska Racerbåtsförbundet, SVERA, som tillhör Riksidrottsförbundet.